# Bluma Zeigarnik
Bluma Zeigarnik (teljes neve: Блюма Вульфовна Зейгарник oroszul, Bluma Wulfovna Zeigarnik angolul és németül). (Prienai, Litvánia, 1900. november 9. – Moszkva, 1988. február 24.) litván-szovjet pszichológus és pszichiáter.
A Zeigarnik-hatás egyik felfedezője és névadója 1927-ben.

## Életpályája

### Tanulmányai, pályakezdés
A litvániai Prenai kisvárosában született, Zhenya Bluma néven. Ő volt az egyedüli gyermek a családban, tehát egykeként és késő születéssel látta meg a napvilágot. Édesapja, Volf Gerstein a feleségével, Ronyával vezették a városban lévő üzletüket. Értelmiségi zsidó családból származott.
1916-ban az első négy osztályt elvégezvén, beiratkozott a minszki gimnázium ötödik osztályába, ahol minden tantárgyat oroszul kellett tanulnia, természetesen kivételt képeztek a német, francia és latin nyelv tantárgyak. Hét évet töltött  a gimnáziumban, amiből négy évet otthon, mivel meningitisszel küszködött. Ez a mai napokban is rettegett betegség bénulással és akár halállal fenyegette.
Csodálatos módon túlélte és közoktatók segítségével végezte tanulmányait. 1918-ban arany medállal érettségizett le a hetedik osztályban. Különleges tantárgyakat tanult, ahogyan meg lehetett figyelni: Isten törvényei, orosz nyelv és irodalom, matematika, fizika, általános földrajz, különleges nyomatékkal Oroszország földrajza, természettudományok, történelem, itt is az orosz történelmen volt a hangsúly és kézimunkát. Pót-tantárgyai a nyelvek és pedagógia voltak.
Bluma Gershtein tovább szeretett volna tanulni, tanulmányok útján tovább képezni magát, de azokban az időkben nehéz volt olyan gimnáziumot találni, ahol nem a fiúk gimnáziuma lett volna erősebb a lányok gimnáziumaihoz viszonyítva. A fiúk gimnáziumaiban sokkal többféle tantárgy szerepelt, s ugyanakkor intenzívebb oktatási programmal. 1918-ban egy, a fiúk gimnáziumában diplomázottaknak szóló vizsgát tett le. Bár magas pontszámot ért el, szükségeltetett egy pár más jellegű tanfolyamot is elvégeznie, köztük logikát és pszichológiát.
Nem sokkal később egyetemi pályára készült. Sok időt töltött a könyvtárban, ahol megismerkedett jövőbeli házastársával, Albert Zeigarnikkal, akihez 1919-ben hozzá is ment feleségül. Akkor csak 18 évesként, a szülei kevésbé voltak elragadtatva a házassági döntésétől: a vőlegény nem éppen felelt meg elvárásaiknak, átmeneti ideig ez egy kis feszültséget okozótt. Idővel azonban a szülők haragja megenyhült annyira, hogy végül nemcsak hogy beleegyeztek abba, hogy a pár Európában tanulhasson, hanem még a vőlegény fiútestvérét is segítették abban, hogy Belgiumban végezhesse tanulmányait. 1922-ben, Bluma Zeigarnik beiratkozott a Berlini Egyetem pszichológiai szakjára, miközben férje, a Berlini Politechnikai Intézményének hallgatója.
Az 1920-as években Kurt Lewinnel dolgozott, aki szerette volna saját elméletét, a gestalt-pszichológiát kibontakoztatni, ezekben a projektekben segítette őt. Ennek eredményeképp világhírűvé vált 1927-ben. (Zeigarnik-hatás). Az újság címében ez állt: „Das Behalten erledigter und unerledigter Handlungen (Remembering Completed and Uncompleted Tasks)”.
1925-ben fejezte be egyetemi tanulmányait, s továbbra is ott végezett kutató munkát, és az 1927-ben publikált munkáját követően, a „befejezetlen tevékenységeket” illetően, doktori címet kapott. 1931-ig a berlini egyetemen dolgozott mellékállású kutatóként.

### Oroszországi pszichológiai munkássága
1931-ben visszatértek Oroszországba, ahol egy tudományos munkát biztosított magának, a Moszkvai Magasabb rendű Agyi Aktivitás Intézményében. Ott ismerkedett meg Lev Szemjonovics Vigotszkijjal, aki éppen akkora hatássa volt Blumára, mint korábban Kurt Lewin. Vigotszkij 1937-ben bekövetkezett halála mélyen megrendítette őt.
Az AUEM-ben (All-Union Institute of Experimental Medicine) neuropszichológiával foglalkozott (abban az időben pathopszichológiaként volt ismert). 1940-ben a férjét letartóztatták, németországi kémkedéssel vádolva, ez az esemény is mélyen megrendítette. Megijedt, hogy senki sem fogja segíteni, mivel így anyagi helyzete megromlott, de ellenkezőleg, az emberek együtt éreztek vele, sőt Susanna Rubinshtein még helyette is bement a Rubyankába, hogy férjét meglátogassa.
A második világháború után, egy értekezést kezdett el írni, amely az akkori orvosi kutatásaira alapozódott. Még mielőtt befejezhette volna, Bluma egyik munkatársa ellopta, miután Bluma, gyorsan megsemmisítette a piszkozatokat, nehogy plagizálással vádolják.
1943-ban, miután három fiával visszatért Moszkvába Kisegachból, ahol 1941-től  kutatóként dolgozott, a lakását kirabolva találta. A hatóságok, távolléte idejében, egy kellemetlen személyt szállásoltak el lakásukban, aki minden ingóságot is saját tulajdonának tekintett, és az otthoni könyvtárat és a bútorokat tüzelőanyagnak használta fel. Érdekes módon minden Engels és Marx publikációt eltüzelt, Lenin írásait pedig nem. Bluma sok megaláztatást kellett, hogy elviseljen, majd egy katonai ügyész beavatkozása révén a lakást visszakapta, így újrakezdhette mindennapi életét.
Az 1950-es években, egy antiszemita kampány kezdte ellepni a Szovjetuniót, így 1950-ben Bluma nem járt be a laboratóriumba, 1953-ban meg teljesen munkanélkülivé vált. Ebben az időben a Pszichológiai Tanszék igazgatója, Melekhov professzor becsülte a legjobban, s halasztotta az elbocsátását, ameddig csak tudta, míg végül további halogatások nem voltak megvalósíthatók, így szólt: ”Bocsásson meg nekem, de el kell bocsátanom önt, de ígérje meg, hogy holnap vádat emel ellenem.” Ezek után, Rubinshtein és Lurija segítségére siettek, majd mikor Rubinshtein is hasonló helyzetbe került, Bluma viszonozta segítségét. Sztálin halála után 1953-ban az antiszemita kampány vesztett aktivitásából, de csak 1957-ben tért vissza munkahelyére, a Pszichológiai Tanszék Pszichopatológiai Laboratóriumának vezetőjeként. E mellett folyamatosan dolgozott a Moszkvai Állami Egyetemen 1953-tól.
1958-ban elnyerte a pedagógiai tudományok doktora címet. 1965-ben a pszichológiai professzor címet adományoztak neki, 1967-ben a Moszkvai Állami Egyetem Pszichofiziológiai         és Neuropszichológiai Karának elnöknőjévé választották. 1978-ban Elsőfokú Lomonoszov Díjat kapott.
1980-ban Lipcsébe utazott, hogy részt vegyen egy nemzetközi pszichológiai kongresszuson. Az összejövetelen megismerkedett J. L. Tapp professzorral (ő volt az egyesület embere, aki kiválasztotta a Lewin megemlékezési díjra érdemeseket), akinek kezdeményezésére 1983-ban Bluma elnyerte a Lewin Megemlékezési Díjat.
Az 1980-as években a Moszkvai Állami Egyetem Patopszichológiai és Neuropszichológia Tanszékének elnöknőjeként dolgozott, ahol sok diplomás hallgató került ki keze alól. Előadásokat tartott pszichopatológiáról, a gondolkodás patológiájáról, külföldi elméleteket ismertetett a személyiségről. Könyvei közül Kurt Lewin személyiségelmélete (1981), Külföldi pszichológiai személyiségelméletek (1982), Pathopszichológia (1986), ezekben az években jelentek meg. Az idő áldozatot követelt, és komolyan megbetegedett, vérszegénységben szenvedett sok évig. Hogy visszaálljon életereje, vértranszfúziókra volt szüksége, amelyeknek előfordulása megszaporodott. 1988 február 24-én lelt örök nyugalomra.

## Díjak (válogatás)
- Lomonoszov díj (1978)
- Lewin megemlékezési díj (1983)

## Tanulmányai (válogatás)
- Zeigarnik, B. V. (1927): Das Behalten erledigter und unerledigter Handlungen. Psychologische Forschung 9, 1-85.
- Zeigarnik, B.V. (1961): Denkstörungen bei psychiatrischen Krankheitsbildern; eine experimentalpsychologieche Untersuchung. Berlin: Akademie Verlag
- Zeigarnik, B.V. (1965): The pathology of thinking. New York: Consultants Bureau Enterprises
- Zeigarnik, B.V. (1972): Experimental Abnormal Psychology. New York: Plenum Press
- Zeigarnik, B.V. (1984): Kurt Lewin and Soviet psychology, Journal of Social Issues 40, 193.